# トケラウの紋章
トケラウの紋章（トケラウのもんしょう）は、トケラウ議会により2008年5月に承認された。それまでトケラウではニュージーランドの国章が使われていた。この時、同時にトケラウの旗も承認された。